# Semkî, Manevîci
Semkî (în ucraineană Семки) este un sat în comuna Starosillea din raionul Manevîci, regiunea Volînia, Ucraina.

## Demografie
Componența lingvistică a localității Semkî
     Ucraineană (100%)
Conform recensământului din 2001, toată populația localității Semkî era vorbitoare de ucraineană (100%).